# Callo fibroso
Il callo fibroso è una fase intermedia del processo di guarigione di una frattura ossea. Si forma dopo il callo cartilagineo e precede il callo osseo definitivo.
Dopo una frattura, l'organismo attiva un processo di riparazione in più fasi:
1. Formazione del callo cartilagineo: i tessuti molli e la cartilagine iniziano a colmare lo spazio tra i frammenti ossei.
2. Sviluppo del callo fibroso: la cartilagine viene gradualmente sostituita da tessuto connettivo fibroso, più resistente ma ancora non completamente mineralizzato.
3. Maturazione in callo osseo: il tessuto fibroso si trasforma progressivamente in osso grazie alla deposizione di calcio e all'azione degli osteoblasti.

Il callo fibroso ha quindi un ruolo fondamentale nel consolidamento della frattura, fornendo una prima stabilità prima della completa ossificazione.